# Boninena callistoderma
Boninena callistoderma là một loài ốc đất liền hô hấp trên cạn, là động vật thân mềm chân bụng có phổi sống trên cạn trong họ Enidae.
Loài này hiện là đặc hữu chỉ của Haha-jima và Ane-jima ở quần đảo Ogasawara (Nhật Bản), chúng đã tuyệt chủng cục bộ ở các khu vực khác của quần đảo này.